# Matka-klassen
'Matka-klassen er NATO-rapporteringsnavnet for en række hydrofoile patruljebåde bygget til Sovjetunionens flåde. Den sovjetiske betegnelse er Projekt 206MR Vikhr. Navnet Matka er russisk slang for ordet "mor".

## Design
Disse både er sidste led af udvikling af missilfartøjerne af Osa-familien og er en en kraftigt modificeret version af Turya-klassen. Bådene er kun udstyret med et enkelt foil da den agterste del af båden planer ved høj fart. De er udrustet med luftkonditioneringsanlæg og er kan forsegles mod masseødelæggelsesvåben. SS-N-2 sømålsmissilerne er de samme som bliver benyttet på destroyererne af Kashin-klassen. Den oprindelige vestlige opfattelse af skibene var at de var gode og sødygtige, senere er det dog blevet afsløret at Sovjetunionen anså skibnene som værende toptunge og trange. Af de tretten planlagte både blev en annulleret, en anden skrottet under konstruktionen. De blev alle bygget i Leningrad . Efter Sovjetunionens opløsning blev et antal både skrottet og de resterende blev fordelt mellem Rusland og Ukraine som modtog 5 og efterfølgende videresendte en til Georgien efter en gennemgribende renovering.

## Projekt 206.6
R-44 var en udviklingsplatform for den russiske Sortehavsflåde og var det første skib i verden der blev udstyret med SS-N-25 “Switchblade” sømålsmissilet i to firedobbelte kanistre. De blev fjernet igen i 2000, men geninstalleret i 2003. I 1998 blev der også installeret et nyt kampinformationssystem, benævnt SP-521. R-44 fik også installeret AK-630М1-2 Roy CIWS, som er to 30 mm gatling maskinkanoner placeret over hinanden i stedet for den enkelte standard maskinkanon AK-630. I nyere tid er skibet observeret uden en "Drum Tilt" ildledelsesradar og et ændret dækshus mellem broen og masten.

## Kamphistorik
Den 9. august 2008 under Krigen i Sydossetien rapporterede flere medier at Tbilisi var blevet sænket i et natligt angreb formodentligt med enten et SS-N-9 “Siren” (sandsynligvis fra Nanuchka-klassen) eller et SS-N-12 “Sandbox” (fra krydseren Moskva) affyret af den russiske flåde som havde der var ved at positionere sig selv til at iværksætte en 50 sømil stor "Total Exclusion Zone (TEZ)" rundt om den primære georgiske flådestation i Poti.
Tbilisi var dog blevet angrebet af russiske faldskærmstropper den 8. august 2008 i Poti-basen. Skibet der var blevet sænket med missilet viste sig højst sandsynligt at være Stenka-torpedobåden P21 Giorgi Toreli. De to skibe ville umiddelbart have samme radarsignatur og har mange designmæssige sammenfald såsom skrog og overbygning, men med forskellige bevæbning.

## Skibe i klassen
| Pnt.          | Navn                           | Kølen lagt        | Søsat | Indgået            | Skæbne |
| ------------- | ------------------------------ | ----------------- | ----- | ------------------ | --- |
|               | R-27                           |                   |       | 31. december 1977  | Udfaset 10. april 2002                                                                                                   |
|               | R-44                           |                   |       | 30. september 1978 | Udfaset 5. oktober 2008                                                                                                  |
|               | R-50                           |                   |       | 1978               | I aktiv tjeneste |
|               | R-221                          |                   |       | 30. december 1978  | Udfaset 16. marts 1998                                                                                                   |
|               | R-254                          |                   |       | 10. januar 1979    | Udfaset 5. juli 1994 |
| U152          | Uman (ex-R-260)                |                   |       | 1979               | Overført til Ukraine 10. januar 1996, udfaset 30. november 2004                                                          |
| U153          | Pryluky (ex-R-262)             | 30. november 1979 |       | 12. december 1980  | Overført til Ukraine 10. januar 1996, i aktiv tjeneste                                                                   |
| U154          | Kahovka (ex-R-265)             |                   |       | 15. november 1980  | Overført til Ukraine 10. januar 1996, udfaset 7. november 2012                                                           |
| U151          | Tsuryupinsk (ex-R-251)         |                   |       | 15. juni 1981      | Overført til Ukraine 10. januar 1996, fungerer som skoleskib for Kherson søskole                                         |
| 301 (ex-U150) | Tbilisi (ex-Konotop) (ex-R-15) |                   |       | 29. oktober 1981   | Overført til Ukraine 12. august 1997, solgt videre til Georgien 30. juni 1999, sænket af russiske styrker 9. august 2008 |
|               | R-25                           |                   |       | 1983               | I aktiv tjeneste |
|               | R-30                           |                   |       | 1983               | I aktiv tjeneste |
| -             | -                              | -                 | -     | -                  | Aldrig færdiggjort |